# Neoguraleus amoenus
Neoguraleus amoenus é uma espécie de gastrópode do gênero Neoguraleus, pertencente a família Mangeliidae.